# Hard Corps: Uprising
Hard Corps: Uprising — японская видеоигра в жанре беги и стреляй, разработанная в 2011 году студией Arc System Works. При участии издающей компании Konami в феврале стала доступной в сервисе Xbox Live Arcade, в марте появилась среди скачиваемого контента PlayStation Network. Является тринадцатой частью серии Contra и конкретно приквелом игры Contra: Hard Corps.

## Игровой процесс
Игру можно проходить в одном из двух режимов, Rising и Arcade. Первый подразумевает накопление специальных очков, которые после прохождения уровней позволяют усовершенствовать оружие и броню, а также покупать новые способности. Кроме того, здесь присутствует шкала жизней наподобие той, что была в японской версии Contra: Hard Corps, с которой герой не погибает сразу после первого же пропущенного выстрела, а терпит несколько попаданий. Второй режим более сложен по сравнению с первым, поскольку в нём отсутствуют какие-либо магазины, и проходить приходится с базовым комплектом снаряжения.
У персонажей появились новые приёмы, в том числе быстрый бег, рывок в воздухе, двойной прыжок и возможность отражать вражеские выстрелы. Некоторые приёмы, отсутствующие в предыдущих частях серии, становятся доступными позже по игре в режиме Rising. Вооружение бойцов включает стандартную винтовку, скорострельный пулемёт, «веерный» дробовик, стреляющий по дуге гранатомёт, плазмомёт, самонаводящийся лазер и оружие создающее защитное поле, которое отражает вражеские снаряды. Как и в Contra III: The Alien Wars, одновременно герой может иметь сразу два типа оружия и в любое время переключаться между ними. Если подбирать одно и то же оружие несколько раз, его сила возрастает, помимо этого, силу оружия можно увеличивать в специализированных магазинах, появляющихся после прохождения каждого уровня.

## Сюжет
Эта игра является предысторией к выходившей ранее Contra Hard Corps на Sega Mega Drive. События Hard Corps: Uprising разворачиваются в 2613 году, когда весь мир находится во власти могущественной империи, известной как Содружество, во главе которой стоит властолюбивый Тибериус. Обычные жители страдают от такой диктатуры, поэтому повсюду начинают появляться повстанческие организации, ставящие своей целью свержение зловещего режима. Во главе одной из таких мятежных группировок встаёт полковник Бахамут, некогда солдат элитного военного подразделения империи, а ныне воинственный оппозиционер. Его ближайшими соратниками по борьбе становятся осиротевшая девушка Кристал, опытный ветеран Харли Дэниэлс и загадочная путешественница Саюри. Антагонистами выступают элитный солдат имперских войск Левиафан, в прошлом сослуживец Бахамута, возненавидевший его за предательство; и император Тибериус, милитаристский владыка огромного государства, планирующий поработить все соседние нации. Важное место в сюжете занимает также учёный Гео Мандрейк, занимавшийся разработкой секретного оружия империи и присоединившийся к повстанцам, чтобы защитить от тирании своих жену и дочь. Персонажи с именами Бахамут и Гео Мандрейк появлялись ранее в Contra Hard Corps в качестве антагонистов.

## Разработка
Главным художником проекта и одновременно композитором музыки для саундтрека выступил Дайсукэ Исиватари, ранее известный по звуковым дорожкам к таким играм как Guilty Gear, BlazBlue: Calamity Trigger и BlazBlue: Continuum Shift. Продюсер Кэндзи Ямамото заявил, что им хотелось бы сделать на базе Hard Corps некую отдельную серию со своим сеттингом и особенностями.

## Отзывы и критика
| Сводный рейтинг       | Сводный рейтинг                |
| Агрегатор             | Оценка                         |
| --------------------- | ------------------------------ |
| GameRankings          | X360: 76,17 % PS3: 75,73 %     |
| Metacritic            | 75/100 (Xbox 360) 76/100 (PS3) |
| Иноязычные издания    |                                |
| Издание               | Оценка                         |
| GameSpot              | 7/10                           |
| IGN                   | 8,5/10                         |
| Русскоязычные издания |                                |
| Издание               | Оценка                         |
| «Игромания»           | 5/10                           |
| «Страна игр»          | 8/10                           |

Обозреватель сайта Popzara выразил смешанные чувства относительно анимешной стилистики происходящего, похвалив дизайн персонажей и раскритиковав прорисовку деталей задних планов. При этом он порекомендовал игру в первую очередь преданным фанатам «Контры», отметив, что любовь к сериалу обязательно перевесит все привнесённые сюда сомнительные нововведения. «Страна игр», поставившая Hard Corps: Uprising восемь баллов, присоединяется к критике по поводу плохо продуманного заднего плана: «Цветовая палитра в игре слишком яркая, из-за чего зелёные пули иногда теряются на зелёном фоне; а в полной мере проблему каши на экране ощущаешь в онлайне, когда играешь вдвоём». Прохладной рецензии игру удостоили в «Игромании», присвоив ей всего лишь пять баллов из десяти: «Хотя к безвкусной графике все были готовы ещё с момента публикации первых скриншотов, грустно то, что по сути своей Uprising — это восемь заунывнейших уровней, недалеко ушедших от самой первой части 1987 года».